# عليا شوكت
عليا مارتن شوكت، هي ممثلة أمريكية عراقية ولدت في يوم 18 أبريل 1989 في مدينة ريفرسايد في ولاية كاليفورنيا في الولايات المتحدة، ووالد الممثلة هو عربي عراقي ووالدة الممثلة من أصل أمريكي أيرلندي نرويجي مثلت دور مايبي فونكه في المسلسل التلفزيوني أريستد ديفلابمنت وألذي عرض على قناة فوكس كما مثلت في فلم أمريكا.

## الأعمال
- الفتيات الأخيرات

## روابط خارجية
- عليا شوكت على موقع IMDb (الإنجليزية)
- عليا شوكت على موقع ألو سيني (الفرنسية)
- عليا شوكت على موقع ميوزك برينز (الإنجليزية)
- عليا شوكت على موقع أول موفي (الإنجليزية)
- عليا شوكت على موقع قاعدة بيانات الأفلام السويدية (السويدية)
- عليا شوكت على موقع إن إن دي بي (الإنجليزية)
- عليا شوكت على موقع قاعدة بيانات الفيلم (الإنجليزية)
- عليا شوكت على موقع كينوبويسك (الروسية)